# Преображенская, Софья Петровна
Со́фья Петро́вна Преображе́нская (14 [27] сентября 1904, Санкт-Петербург, Российская Империя — 21 июля 1966, Ленинград, СССР) — советская оперная и камерная певица (меццо-сопрано), педагог, профессор Ленинградской консерватории, солистка Ленинградского театра оперы и балета им. С. М. Кирова (1926—1959). Народная артистка СССР (1955). Лауреат двух Сталинских премий (1946, 1951).
Одна из выдающихся советских певиц. Её голос отличался исключительной силой, предельной эмоциональностью и выразительностью.
В годы блокады Ленинграда безотлучно находилась в городе, отказавшись от эвакуации.

## Биография
Родилась 14 (27) сентября 1904 года в Санкт-Петербурге в музыкальной семье. Отец — священник Пётр Преображенский окончил Петербургскую консерваторию по классу композиции, играл на скрипке, виолончели, фортепиано. Мать пела в хоре А. А. Архангельского. Брат отца был солистом Большого театра, исполнял ведущие теноровые партии. Сестра певицы — выпускница консерватории по классу фортепиано — была концертмейстером в Кировском театре.
В 1918 году в возрасте 14 лет поступила в 15-ю районную народную школу музыкального просвещения (ныне Музыкальная школа имени Н. А. Римского-Корсакова) в Петрограде (ныне Санкт-Петербург), где занималась около года в классе сольного пения П. А. Захарова. В 1919 году из-за голода вынужденно прекратила занятия, уехав батрачить в Минскую губернию. По возвращении в 1923 году поступила в Петроградскую консерваторию (класс И. В. Ершова)
По окончании консерватории в 1928 году пришла в Ленинградский театр оперы и балета (с 1935 — имени С. М. Кирова) (ныне Мариинский театр), где ещё раньше, в конце учёбы в консерватории, состоялся её дебют — в 1926 году (партия Любаши в опере «Царская Невеста» Н. А. Римского-Корсакова). В том же году с группой студентов консерватории участвовала в Зальцбургском фестивале, где пела партию Кащеевны («Кащей Бессмертный» Н. А. Римского-Корсакова). В театре проработала до 1959 года.
Вела концертно-исполнительскую деятельность. В репертуаре русские народные песни и романсы. Исполняла вокальный цикл «Песни и пляски смерти» М. П. Мусоргского. Участвовала в исполнении вокально-симфонических произведений: ораторий Г. Ф. Генделя, «Реквием» В. А. Моцарта, «Торжественная месса» Л. ван Бетховена, «Реквием» Дж. Верди, партию Орфея в одноимённой опере К. Монтеверди.

Могила артистки Софьи Преображенской на Литераторских мостках в Санкт-Петербурге

«Её голос — сильный, глубокий и несколько грустный — придает русским романсам неповторимый шарм, а в театре со сцены звучит властно и драматично. Представительница ленинградской вокальной школы, эта певица принадлежит к тем артисткам, которые умеют заставить слушателя и плакать над горькой судьбой покинутой девушки, и смеяться над неумелым гаданием, и мстить надменной сопернице. (…) Мелодекламация, требующая очень четкой дикции от певца, удается не каждому вокалисту, а лишь великим артистам. … Одной из её любимых песен была „Липа вековая“. Этот несколько печальный, но глубокий образ подходит и к самой Софьи Преображенской, ибо её голос вошел в историю русского пения на долгие века». 
 (Инна Астахова)

В годы войны отказалась эвакуироваться из блокадного Ленинграда, дала около 1500 концертов в Филармонии. В эти годы она неоднократно становилась донором крови, за что в 1943 году была награждена знаком «Отличнику здравоохранения».
В 1947—1954 и 1960—1961 годах преподавала в Ленинградской консерватории им. Н. А. Римского-Корсакова (с 1949 — профессор), где участвовала в спектаклях Оперной студии.
Автор статьи «Тридцать лет на сцене».
Умерла 21 июля 1966 года в Ленинграде. Похоронена на Литераторских мостках Волкова кладбища. Её надгробие выполнила скульптор М. Т. Литовченко.
Дети: 2 сына, 2 дочери (Надежда, ?).

## Награды и звания
- Народная артистка РСФСР (1939)[7]
- Народная артистка СССР (1955)
- Сталинская премия первой степени (1946) — за исполнение партии Иоанны в опере «Орлеанская дева» П. И. Чайковского
- Сталинская премия второй степени (1951) — за исполнение партии Ефросиньи в опере «Семья Тараса» Д. Б. Кабалевского
- Орден Трудового Красного Знамени (1939)
- Орден Красной Звезды
- Орден «Знак Почёта»
- Медаль «За оборону Ленинграда»
- Медаль «За доблестный труд в Великой Отечественной войне 1941—1945 гг.»
- Медаль «В память 250-летия Ленинграда»
- Знак «Отличнику здравоохранения» (1943)

## Репертуар

### Оперные партии
- Любаша («Царская невеста» Н. А. Римского-Корсакова)
- Лель («Снегурочка» Н. А. Римского-Корсакова)
- Бабариха («Сказка о царе Салтане» Н. А. Римского-Корсакова)
- Кащеевна («Кащей Бессмертный» Н. А. Римского-Корсакова)
- Ганна («Майская ночь» Н. А. Римского-Корсакова)
- Любава («Садко» Н. А. Римского-Корсакова)
- Ольга, Няня («Евгений Онегин» П. И. Чайковского)
- Иоанна («Орлеанская дева» П. И. Чайковского)
- Графиня, Полина («Пиковая дама» П. И. Чайковского
- Княгиня («Чародейка» П. И. Чайковского)
- Любовь («Мазепа» П. И. Чайковского)
- Марина Мнишек, Хозяйка корчмы («Борис Годунов» М. П. Мусоргского)
- Марфа («Хованщина» М. П. Мусоргского)
- Фрика («Золото Рейна» Р. Вагнера)
- Вальтраут («Гибель богов» Р. Вагнера)
- Амнерис («Аида» Дж. Верди)
- Азучена («Трубадур» Дж. Верди)
- Щепина-Ростовская («Декабристы» Ю. А. Шапорина)
- Кончаковна («Князь Игорь» А. П. Бородина)
- Далила («Самсон и Далила» К. Сен-Санса)
- Комсомолка Муся («Лёд и сталь» В. Дешевова
- Груня («Броненосец „Потемкин“» О. С. Чишко)
- Ефросинья («Семья Тараса» Д. Б. Кабалевского
- Октавиан («Кавалер розы» Р. Штрауса)
- Зибель («Фауст» Ш. Гуно)
- Устинья («Емельян Пугачёв» М. В. Коваля)
- Степанида («Князь-озеро» И. Дзержинского)
- Паж («Гугеноты» Дж. Мейербера
- Ангел («Демон» А. Рубинштейна
- Егоровна («Дубровский» Э. Направника)
- Лаура («Каменный гость» А. Даргомыжского)

### Камерное творчество
- В низенькой светёлке (музыка и слова народные);
- Липа вековая (музыка и слова народные);
- Я калинушку ломала (музыка и слова народные);
- Али мать меня рожала (П. И. Чайковский — А. Мицкевич/Л. А. Мей);
- В молчании ночи тайной (С. В. Рахманинов — А. А. Фет);
- Вечер (П. И. Чайковский — Т. Г. Шевченко/Л. А. Мей);
- Без ума, без разума (А. С. Даргомыжский — А. В. Кольцов);
- Вздохнёшь ли ты (А. Е. Варламов — Г. Ф. Головачёв);
- В крови горит огонь желанья (А. К. Глазунов — А. С. Пушкин);
- Влюблён я, дева-красота (А. С. Даргомыжский — Н. М. Языков);
- Гадание (А. Л. Гурилёв — ?);
- Где ж ты, мой сад (В. П. Соловьёв-Седой — А. И. Фатьянов);
- Девица-красавица (А. И. Дюбюк);
- Еврейская песня (М.Мусоргский — Л. А. Мей);
- Запад гаснет в дали бледно-розовой (Н. А. Римский-Корсаков — А. К. Толстой);
- Как ночь тиха (М. М. Ипполитов-Иванов — В. Словинов);
- Как часто слушаю (А. С. Даргомыжский — Ю. В. Жадовская);
- Лишь ты один (П. И. Чайковский — А. Кристен/А. Н. Плещеев);
- Мне жаль тебя (А. Е. Варламов — ?);
- Не брани меня, родная (А. И. Дюбюк — А. Е. Разорёнов);
- Не ветер вея с высоты (Н. А. Римский-Корсаков — А. Н. Толстой);
- На луга, поляны (И. О. Дунаевский — В. И. Лебедев-Кумач);
- Не скажу никому (О. И. Дютш — А. В. Кольцов);
- Ночи безумные (П. И. Чайковский — А. Н. Апухтин);
- Ночь (П. И. Чайковский — Д. Ратгауз);
- Отчего, скажи, душа-девица (М. П. Мусоргский);
- О, если б ты могла (Н. А. Римский-Корсаков — А. К. Толстой);
- О чём в тиши ночей (Н. А. Римский-Корсаков — А. Н. Майков);
- Отгадай, моя родная (А. Л. Гурилёв — Е. Крузе);
- Песня о Ленинграде (Г. Н. Носов — А. Д. Чуркин);
- Пленившись розой соловей (Н. А. Римский-Корсаков — А. В. Кольцов);
- Расстались гордо мы (А. С. Даргомыжский — В. С. Курочкин);
- Скажи мне, душа-девица (М. П. Мусоргский — ?);
- Сердце-игрушка (А. Л. Гурилёв — Э. Гудер);
- Слышу ли голос твой (А. С. Даргомыжский — М. Ю. Лермонтов);
- Старый муж (А. Н. Верстовский — А. С. Пушкин);* Твои шёлковые кудри (П. П. Булахов — ?);
- Уж гасли в комнатах огни (П. И. Чайковский — К. К. Романов);
- У людей-то в дому (А. П. Бородин — Н. А. Некрасов);
- Что же? (П. И. Чайковский — ?);
- Я вам не нравлюсь (П. И. Чайковский — К. Романов);
- Я Вас любил (Б. Шереметьев — А. С. Пушкин);
- Я помню взгляд (А. Л. Гурилёв — Л. Тимофеева);
- Я сначала тебя не любила (П. И. Чайковский — К. К. Романов) и др.

## Фильмография
Роли
- 1952 — Концерт мастеров искусств (фильм-спектакль) — Графиня (сцены из оперы «Пиковая дама»)

Вокал
- 1938 — Волга, Волга — исполняет лирическую песню «Дорогой широкой, рекой голубой» (И. Дунаевский — В. Лебедев-Кумач)
- 1960 — Пиковая дама — Графиня (роль Е. А. Полевицкой)

## Дискография
- 1946 — Опера «Хованщина» М. Мусоргского. Партия Марфы.
  - Андрей Хованский — Иван Нечаев, Шакловитый — Иван Шашков, Досифей — Марк Рейзен, Иван Хованский — Борис Фрейдков.

Хор и оркестр Ленинградского театра оперы и балета им. Кирова, дирижёр Борис Хайкин. Запись 1946 года.
- 1958 — Опера «Орестея» С. Танеева. Партия Клитемнестры.
  - Агамемнон — Виктор Морозов, Эгист — Константин Лаптев, Орест — Михаил Довенман, Электра — Нина Серваль , Афина Паллада — Татьяна Лаврова, Ареопаг — Иван Мелентьев.

Хор Ленинградского радио, оркестр Ленинградской филармонии дирижёр Джемал Далгат. Запись произведена 8 и 15 января 1958 г.

## Память
В 1971 году в Ленинграде на доме по адресу: Гороховая улица, 4, где жила певица, была установлена мемориальная доска работы архитектора В. Д. Попкова.